# 유즈노쿠릴스키군

유즈노쿠릴스키 군의 위치

유즈노쿠릴스키군(러시아어: Южно-Курильский городской округ)은 러시아 사할린주의 하위 행정 구역으로, 쿠릴 열도 최남단인 쿠나시르 섬, 시코탄 섬 및 하보마이 군도를 관할하고 있다. 중심 도시는 쿠나시르 섬에 있는 유즈노쿠릴스크이다. 일본은 이 지역이 홋카이도 네무로 지청 루요베쓰 촌, 도마리 촌, 시코탄 촌에 속한다고 주장한다. 이 지역 표준시는 한국보다 1시간이 빠르다.

## 역사
- 1945년 9월 1일 - 소비에트 연방의 영토가 되었으며 러시아 소비에트 연방 사회주의 공화국 산하의 하바롭스크 지방에 편입되었다.
- 1967년 7월 8일 - 사할린주에 편입.

## 같이 보기
- 쿠릴스키 군
- 남쿠릴 열도, 북방 영토 문제